# شافع عبد الهادي
شافع عبد الهادي ( 1873-1950) شاعر وسياسي فلسطيني من مدينة نابلس. عُرف بشعره الرقيق والبسيط، وكان ناشطًا سياسًا حيث شارك في عدد من المؤتمرات الوطنية الفلسطينية، ويُعد أحد شعراء جبل النار في أوائل القرن العشرين، كان له دور ثقافي واجتماعي في الحياة العامة في نابلس وفلسطين.

## نشأته وتعليمه
ولد شاف عبد الهادي عام 1873 في مدينة نابلس لعائلة نابلسية بارزة ومعروفه بنشاطها السياسي. تلّقى عبد الهادي تعليمه الأولي في مدينة نابلس، فدرس القرأن الكريم وحفظ أجزاءً منه، وتلقّى علوم الفقه واللغة العربية والحساب، بالإضافة إلى اتقانه اللغة التركية، وشارك في حلقات الأدب في ديوان العائلة.

## حياته العملية والسياسية
التحق عبد الهادي بالعمل في القطاع الحكومي وهو في سن العشرين، وبدأ بوظيفة إدارية، لكن مع اندلاع الثورة العربية الكبرى ضد الحكم العثماني عام 1916، ألقت السطات العثمانية القبض عليه بسبب نشاطه السياسي، ونفته إلى مدينة قركيسيا في الأناضول لمدة عام.
بعد نهاية الحرب العالمية الأولى وانسحاب العثمانيين، عاد عبد الهادي إلى نابلس، وتولى إدارة حصر الدخان، ثم إدارة أوقاف المدينة، واستمر في هذا العمل حتى وفاته.
عُرف شافع عبد الهادي بأسلوب شعري بسيط وسلس، يجمع بين الرقة والمرح، ومن أشهر قصائده قصيدة يا عاشق الرمان.
كان من الناشطين الوطنيين، وشارك في عدة مؤتمرات، منها:
- المؤتمر العربي الفلسطيني الثالث في حيفا عام 1920.
- المؤتمر الرابع في القدس عام 1921.
- المؤتمر الخامس في نابلس عام 1922.
- المؤتمر السادس في يافا عام 1923.